# Levanger
Levanger este un oraș din provincia Nord-Trøndelag, Norvegia.